# 1956 en sports équestres
Chronologie des sports équestres
- 1955 en sports équestres - 1956 en sports équestres - 1957 en sports équestres

Cet article présente les faits marquants de l'année 1956 en sports équestres.

## Événements

### Juin
- 10 juin 1956 au 17 juin 1956 : exceptionnellement, les épreuves d'équitation aux jeux olympiques de 1956 se déroulent à Stockholm (Suède) au lieu de Melbourne (Australie) en  raison d'une loi australienne imposant une longue quarantaine pour l'entrée d'animaux..